# 皇家北方音乐学院
皇家北方音乐学院 （英語：Royal Northern College of Music），是欧洲重要的音乐学院之一，坐落在英国英格兰西北部城市曼彻斯特。

## 历史
这所学院的历史可以追溯到19世纪晚期哈雷交响乐团创始人查尔斯·哈雷爵士创办的曼彻斯特皇家音乐学院，在1973年，曼彻斯特皇家音乐学院与北方音乐学校合并组成现在的皇家北方音乐学院。
目前开设音乐学系，作曲与当代音乐系，键盘乐系，弦乐系，声乐与歌剧和弦管系等本科及研究生课程。